# St. Peter und Paul (Oberkochen)
St. Peter und Paul ist die römisch-katholische Pfarrkirche von Oberkochen. Die im Jahre 1900 geweihte dreischiffige neoromanische Basilika steht auf den Fundamenten einer spätestens Anfang des 13. Jahrhunderts erbauten romanischen Vorgängerkirche, die dem Apostel Petrus geweiht war. Erst ab 1741 lässt sich das Doppelpatronat St. Peter und Paul nachweisen. Die Kirche gehört zur Seelsorgeeinheit Vorderes Härtsfeld/Oberes Kochertal des Dekanats Ostalb in der Diözese Rottenburg-Stuttgart.

## Geschichte

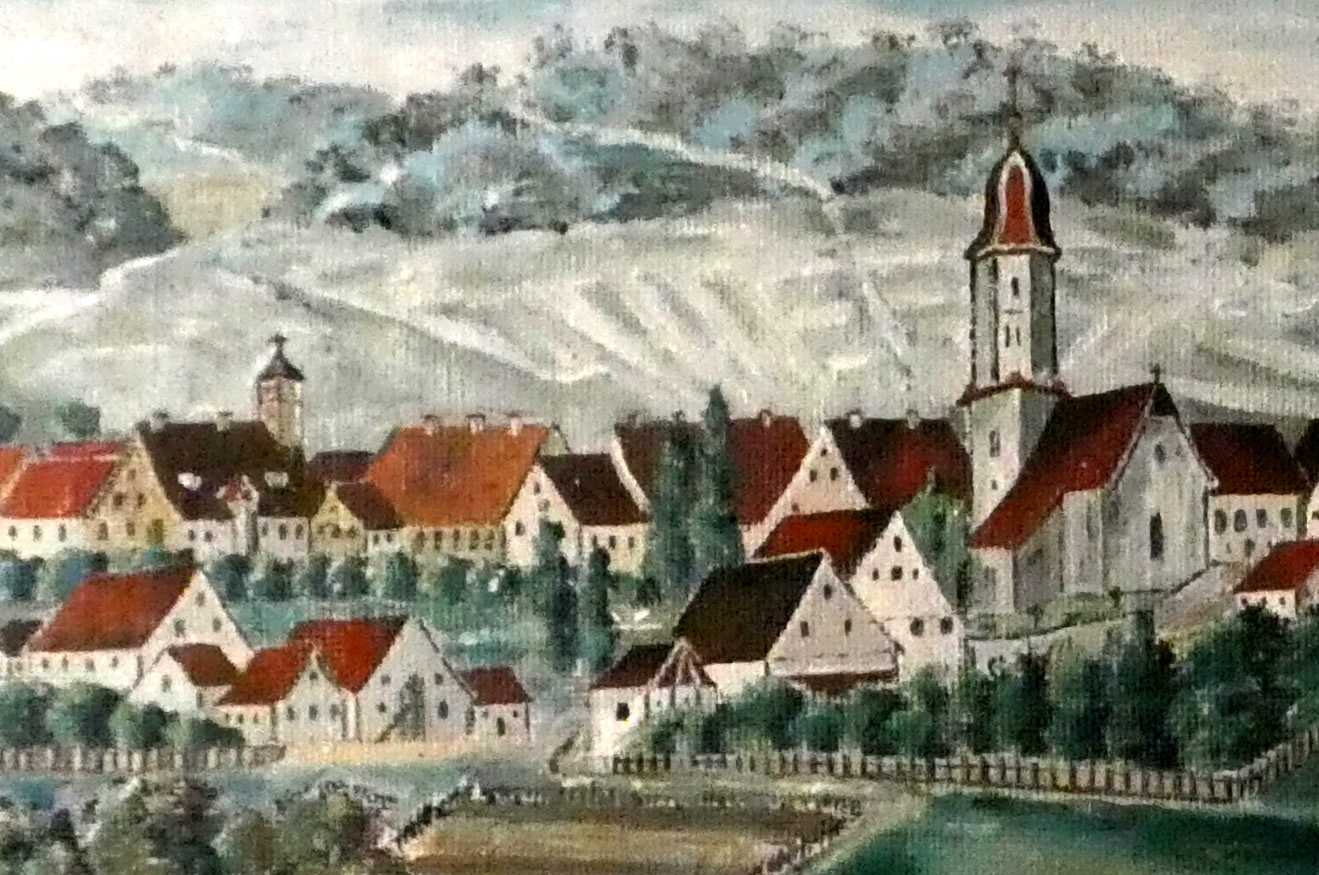
Vorgängerkirche (rechts mit barocker Turmhaube) im Jahre 1847

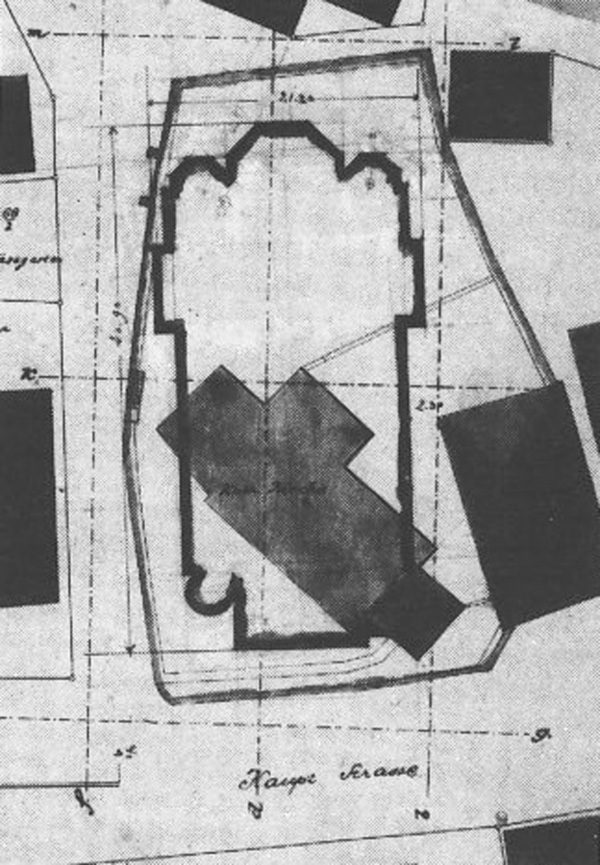
Lageplan der wesentlich kleineren, mit dem Chor nach Osten ausgerichteten Vorgängerkirche und der heutigen um 45 Grad nach Südosten geschwenkten Kirche. Norden liegt in dieser Zeichnung unten links.

Spätestens seit dem 8. Jahrhundert gab es in Oberkochen eine christliche Gemeinde, die zur bereits vor 764 bestehenden Unterkochener Pfarrei gehörte.

### Vorgängerkirche
Spätestens Anfang des 13. Jahrhunderts wurde eine romanische Kirche errichtet, von der die quadratischen unteren Stockwerke des heutigen Kirchturms stammen. Diese Kirche war dem Apostel Petrus geweiht und war eine Filialkirche der Unterkochener Liebfrauenkirche.
Oberkochen war ab dem 14. Jahrhundert herrschaftlich geteilt: der größere Teil gehörte zum Kloster Ellwangen, der kleinere zum Kloster Königsbronn. In der Reformationszeit wurde der Königsbronner Teil des Ortes mit Württemberg evangelisch, während der Ellwanger Teil katholisch blieb. Die Teilung des Ortes führte in der Folge immer wieder zu rechtlichen Problemen und Streitigkeiten, die im Jahr 1749 im sogenannten Aalener Protokoll geklärt wurden, einem Vertrag zwischen Ellwangen und Württemberg.
Eine eigene Pfarrei St. Peter ist ab 1345 belegt. Damals erwarb Kuno von Gundelfingen, Abt des Klosters Ellwangen, die bisher schon an Ellwangen zehentpflichtige Kirche. Er überließ dem Pfarrer von Oberkochen als Pfründe zwölf Malter Getreide aus dem Zehnten, wofür die Gemeinde ihrerseits 72 Pfund Ablöse zu zahlen hatte. Die Namen der Pfarrer sind ab 1658 lückenlos überliefert.
Die Kirche wurde im 15. Jahrhundert im gotischen Stil umgebaut und erweitert. 1663 wurde der baufällig gewordene gotische Chor abgebrochen und im frühbarocken Stil neu errichtet. Später wurde der Turm mit einer Barockhaube ausgestattet und die Barockisierung Anfang des 18. Jahrhunderts abgeschlossen.
Erst ab 1741 lässt sich das Doppelpatronat St. Peter und Paul nachweisen.
Der Friedhof befand sich ursprünglich neben der Kirche. 1851 wurde er aus gesundheitlichen Gründen aus dem Wohngebiet an die heutige Bahnhofstraße hinausverlegt.

### Neoromanischer Neubau
Nachdem die Kirche Ende des 19. Jahrhunderts baufällig und auch zu klein geworden war, wurde sie abgerissen und am 11. September 1899 der Grundstein für das heutige Gotteshaus nach den Plänen der Stuttgarter Architekten Beisbarth & Früh gelegt. Bereits am 25. Oktober 1900 wurde die neue Kirche vom Rottenburger Bischof Paul Wilhelm von Keppler geweiht. Während der Chor der alten Kirche nach Osten ausgerichtet war, wurde die Längsachse des wesentlich größeren Neubaus aus Platzgründen nach Südosten gedreht.
Der im Westen befindliche Turm der alten Kirche wurde in den Neubau integriert und steht jetzt in einem auf den ersten Blick unverständlichen 45-Grad-Winkel zur Westfassade der heutigen Kirche. Er wurde um ein Stockwerk erhöht und an Stelle der barocken Haube mit einer Spitzhaube versehen. Dieser Turm ist mit seinem romanischen Sockel das mit Abstand älteste Gebäude Oberkochens.
Die Baukosten beliefen sich auf 130 000 Reichsmark, für die man in erheblichem Umfang auf Spenden angewiesen war. Zwar war das Königreich Württemberg Rechtsnachfolger der 1803 aufgehobenen Ellwanger Fürstpropstei und damit nach einem Urteil des Königlichen Verwaltungsgerichts vom 12. Mai 1896 für die Baukosten der Oberkochener Kirche zuständig. Allerdings war dieser Anspruch der Verjährung anheimgefallen. Die künstlerische Ausgestaltung des Kirchenraumes und die Elektrifizierung zog sich noch weitere zehn Jahre hin.
Im Ersten Weltkrieg und im Zweiten Weltkrieg wurden die Glocken beschlagnahmt und eingeschmolzen. Sie wurden 1919 und 1949 durch neue ersetzt. Durch die 1951 erneuerte Orgel wurde die Fensterrosette an der Westwand verstellt. 1957 wurde das Kircheninnere in einer nachträglich umstrittenen und als bilderstürmerisch empfundenen Weise restauriert und die Malereien und Farbfenster entfernt. 1977 bis 1981 erfolgte eine erneute Renovierung.

## Ausstattung
Aus der Zeit der Gotik und des Barock stammen zahlreiche qualitätsvolle Kunstwerke:
- Drei spätgotische Figuren an der Rückseite des linken Seitenschiffs: Hl. Ulrich, Hl. Sebastian und Hl. Rochus
- Spätgotische Ölberggruppe an der Rückseite des rechten Seitenschiffs mit Christus und schlafenden Aposteln, darüber eine barocke Kerkerheilandfigur
- Spätgotisches Kruzifix über dem Chorraum, zwischen den Chorfenstern zwei spätgotische Figuren der beiden Kirchenpatrone Petrus (links) und Paulus (rechts)
- Zwei barocke, reich bewegte Figuren an der linken Chorwand
- Frühbarocke Pietà hinten im linken Querschiff
- Barockbild mit Darstellung des Hl. Nepomuk vorne im rechten Querschiff über einer neueren Josefsfigur

Die Kreuzwegstationen an den Außenwänden der Seitenschiffe stammen von Moriz Schlachter und entstanden Anfang des 20. Jahrhunderts im Rahmen der Innengestaltung des neuen Kirchenbaus.
An der Stützmauer am Kapellenweg befinden sich drei steinerne Epitaphe, das älteste und prächtigste vom 1759 verstorbenen Schultheiß Jacob Gold. Weitere sechs Epitaphe befinden sich ebenfalls außerhalb der Kirche westlich an einer Mauer, drei jüngere aus Gusseisen, das älteste von 1749.

## Bilder

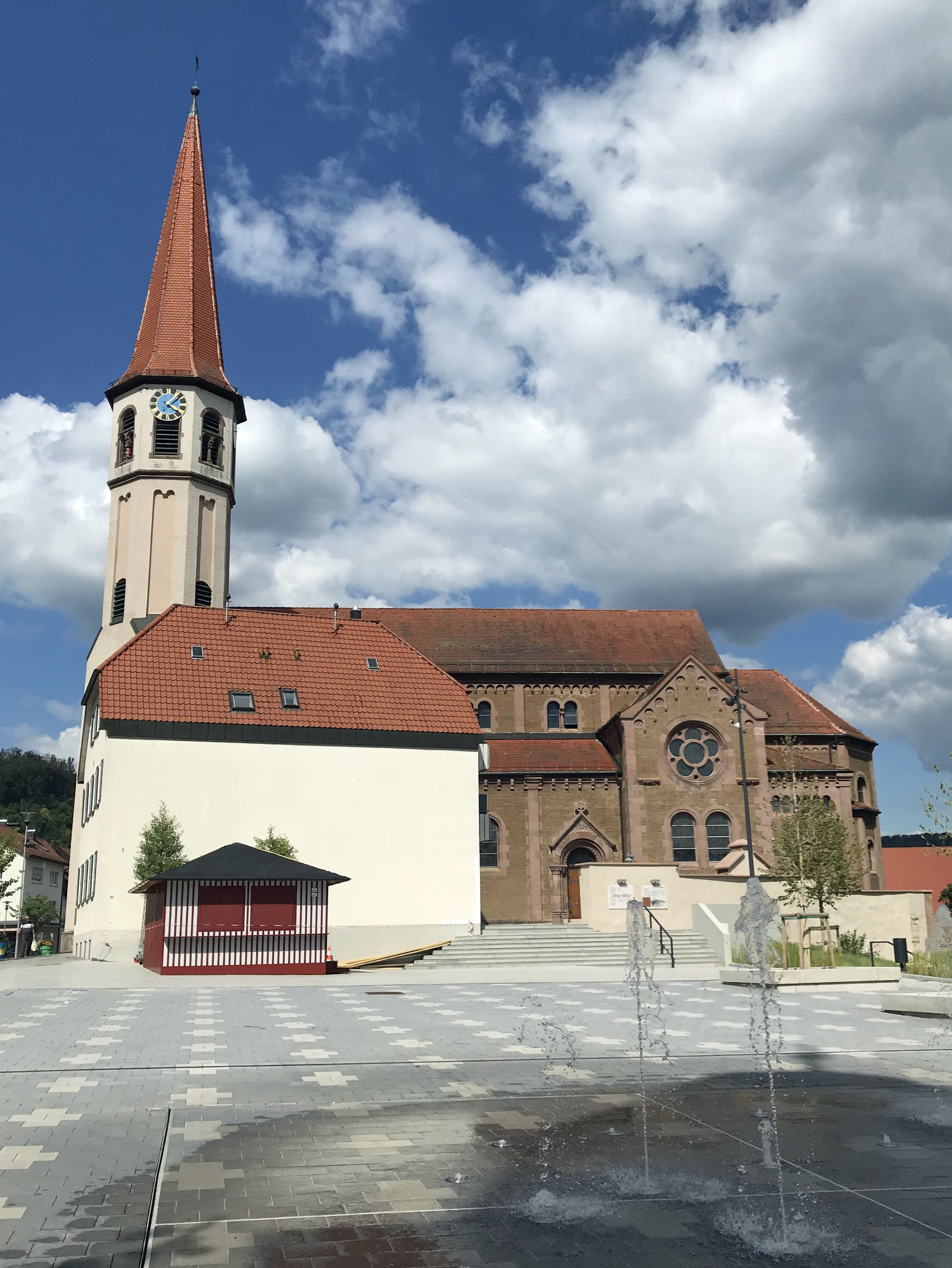
Blick aus südwestlicher Richtung, vor der Kirche das Edith-Stein-Haus
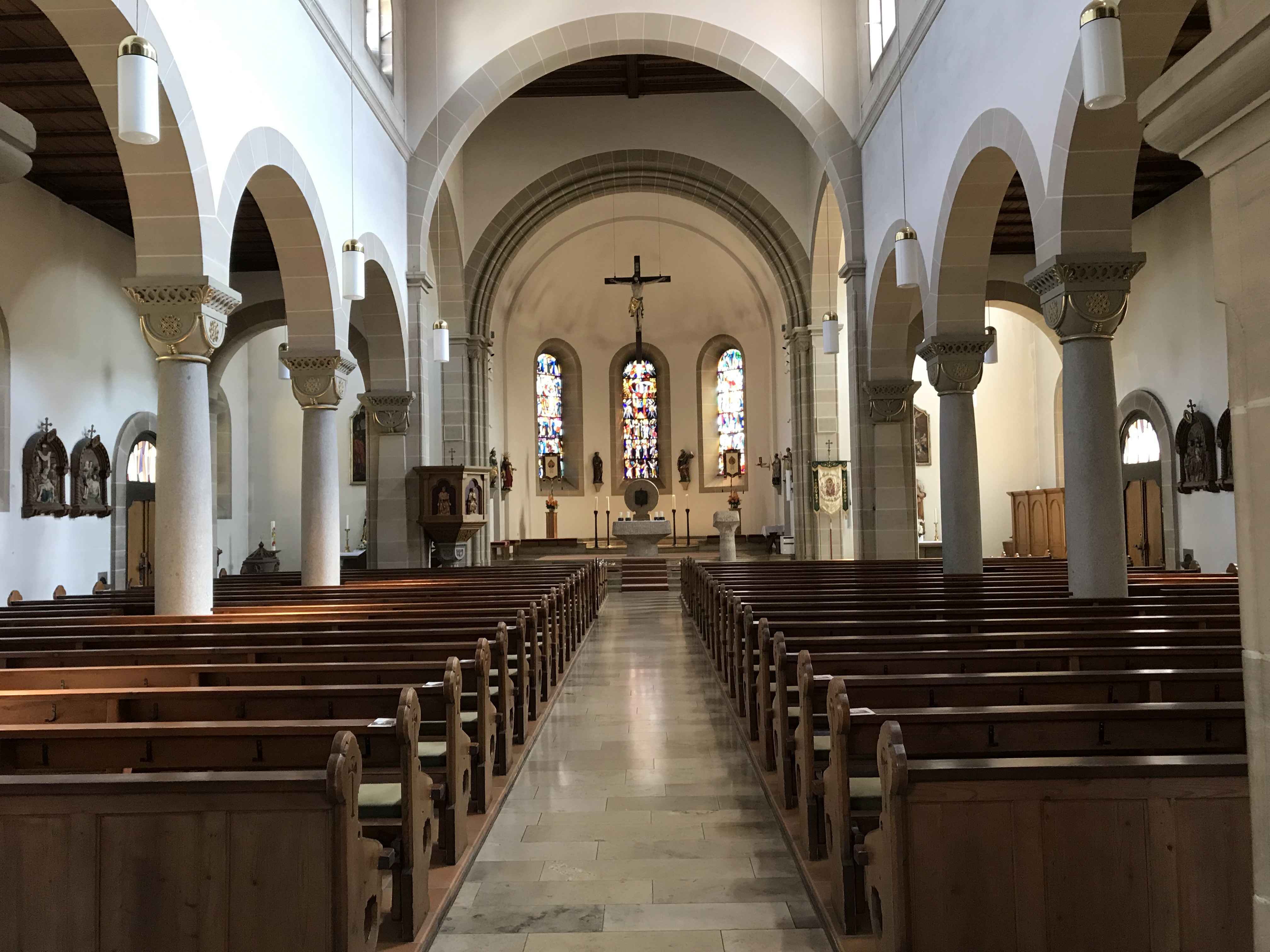
Blick durch das Mittelschiff in den Chor mit spätgotischem Kruzifix
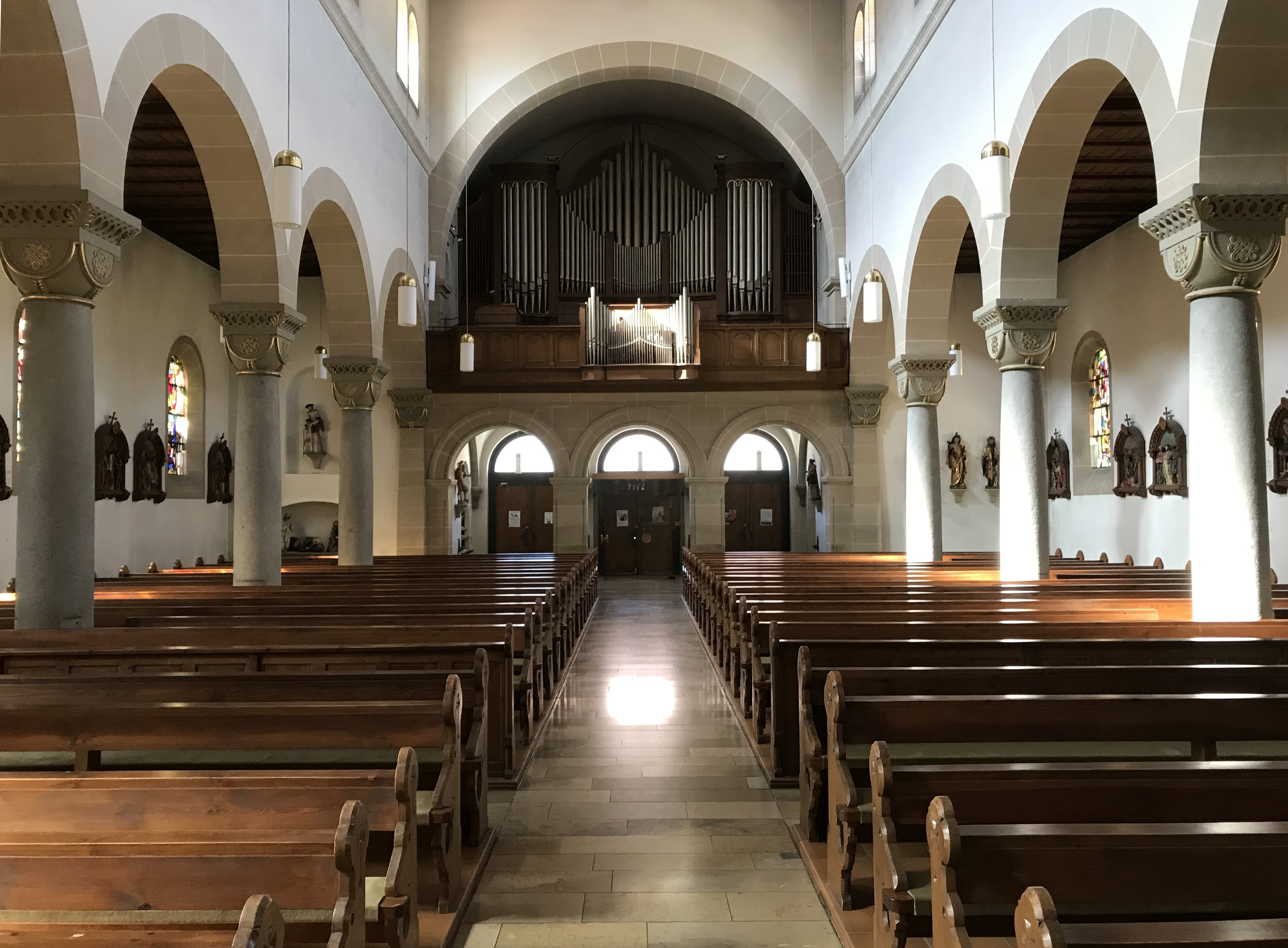
Blick vom Chor durch das Mittelschiff zur Orgel
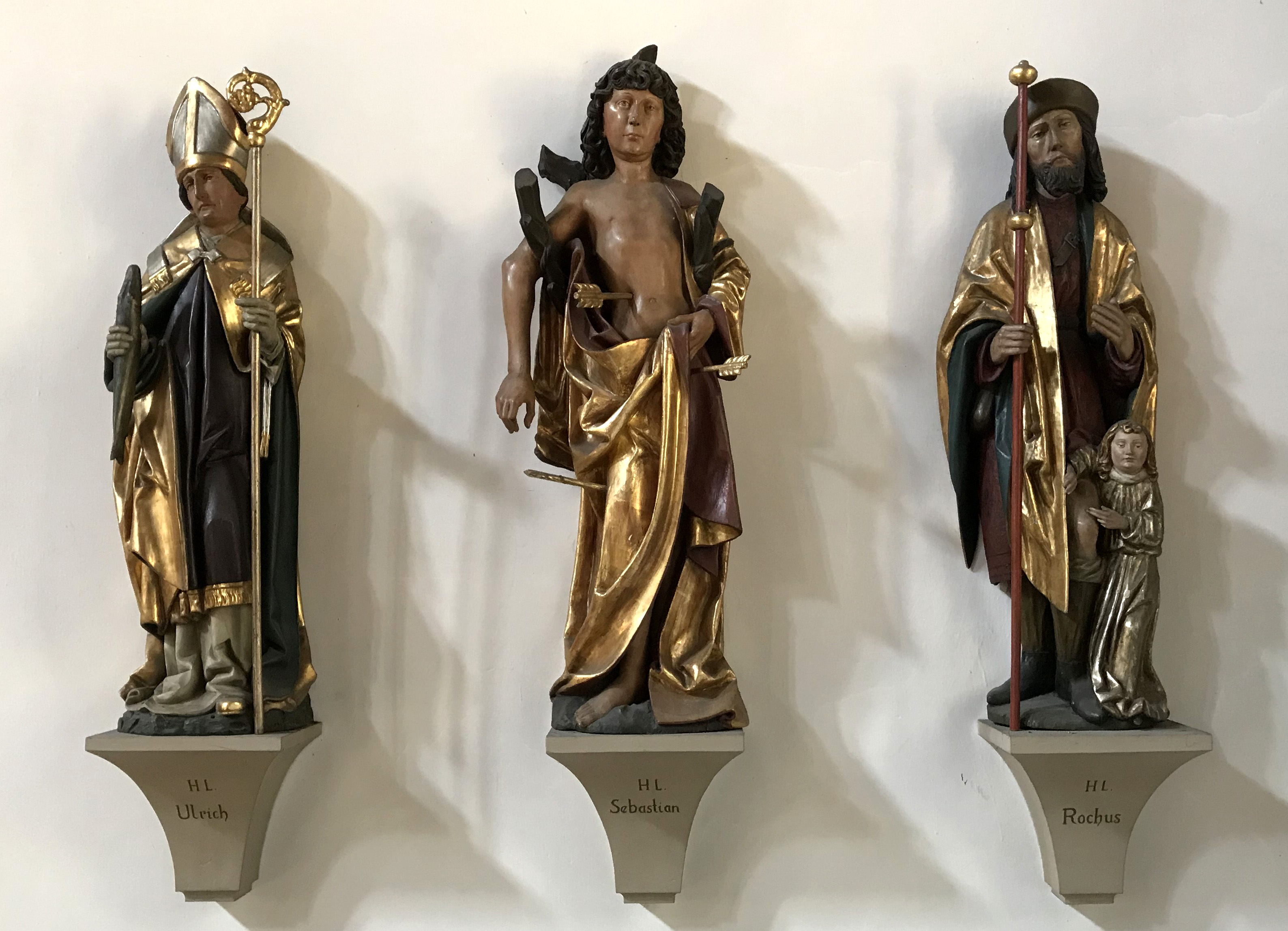
Spätgotische Heiligenfiguren hinten im linken Seitenschiff: Ulrich, Sebastian, Rochus
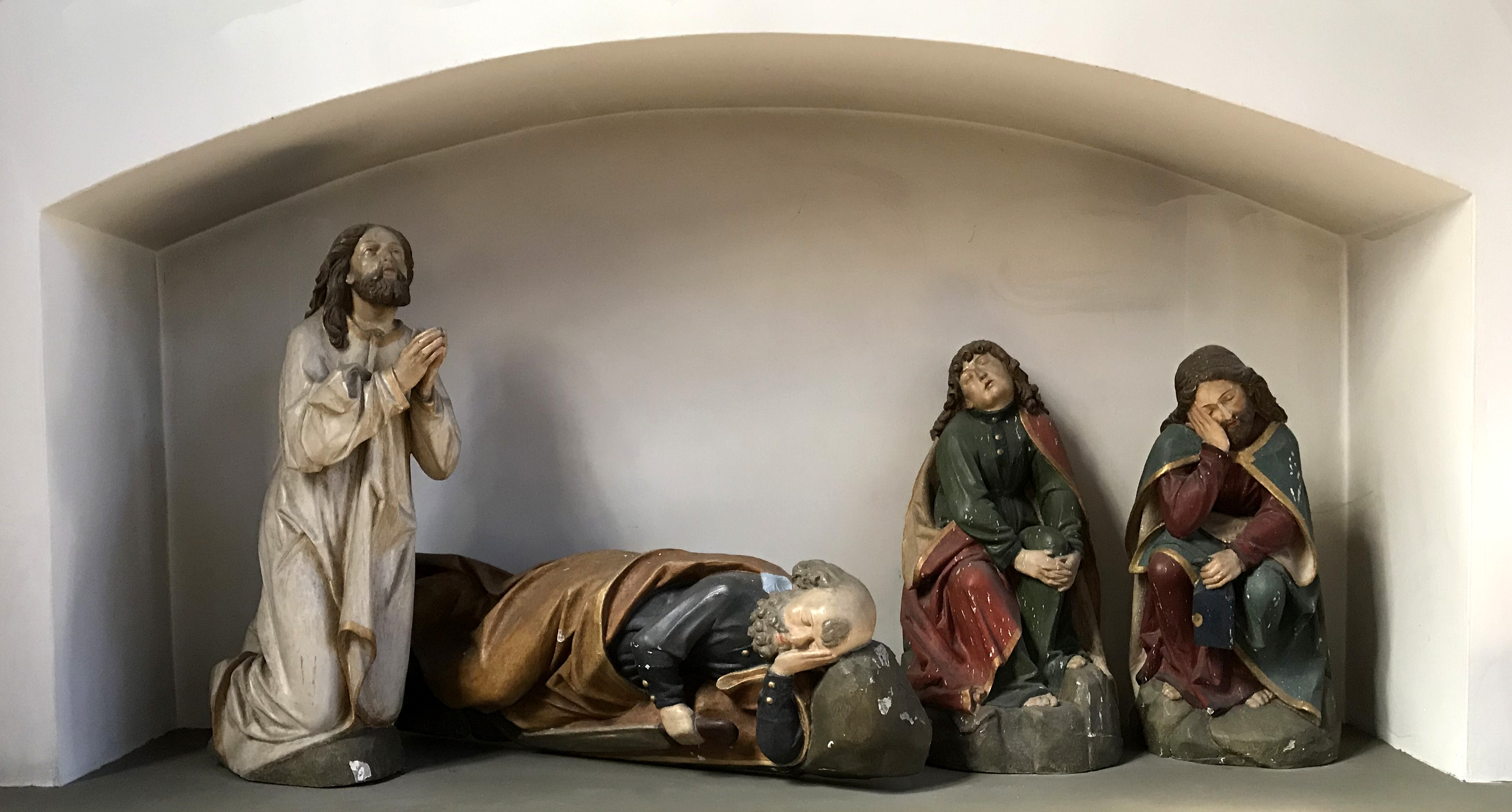
Spätgotischer Ölberg hinten im rechten Seitenschiff
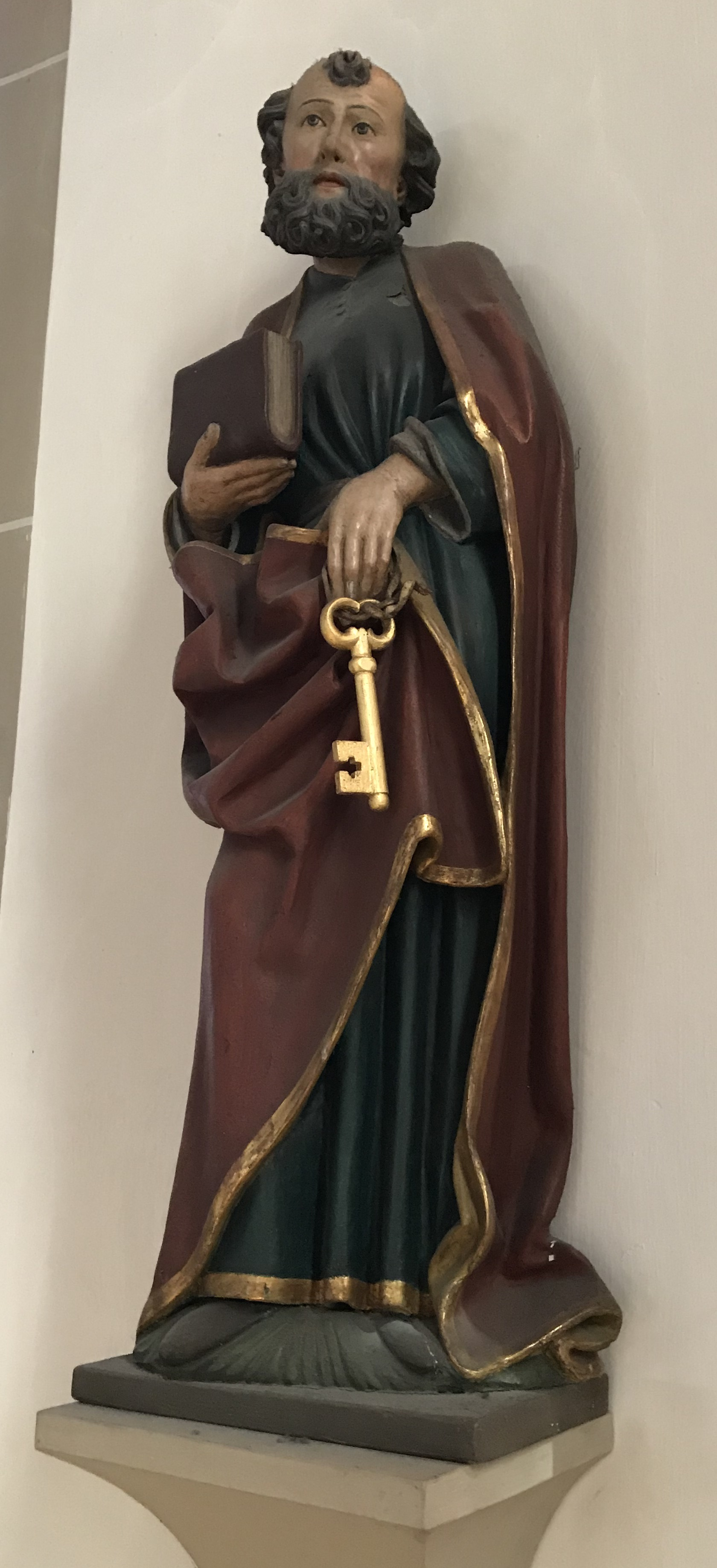
Spätgotische Petrusfigur im Chor
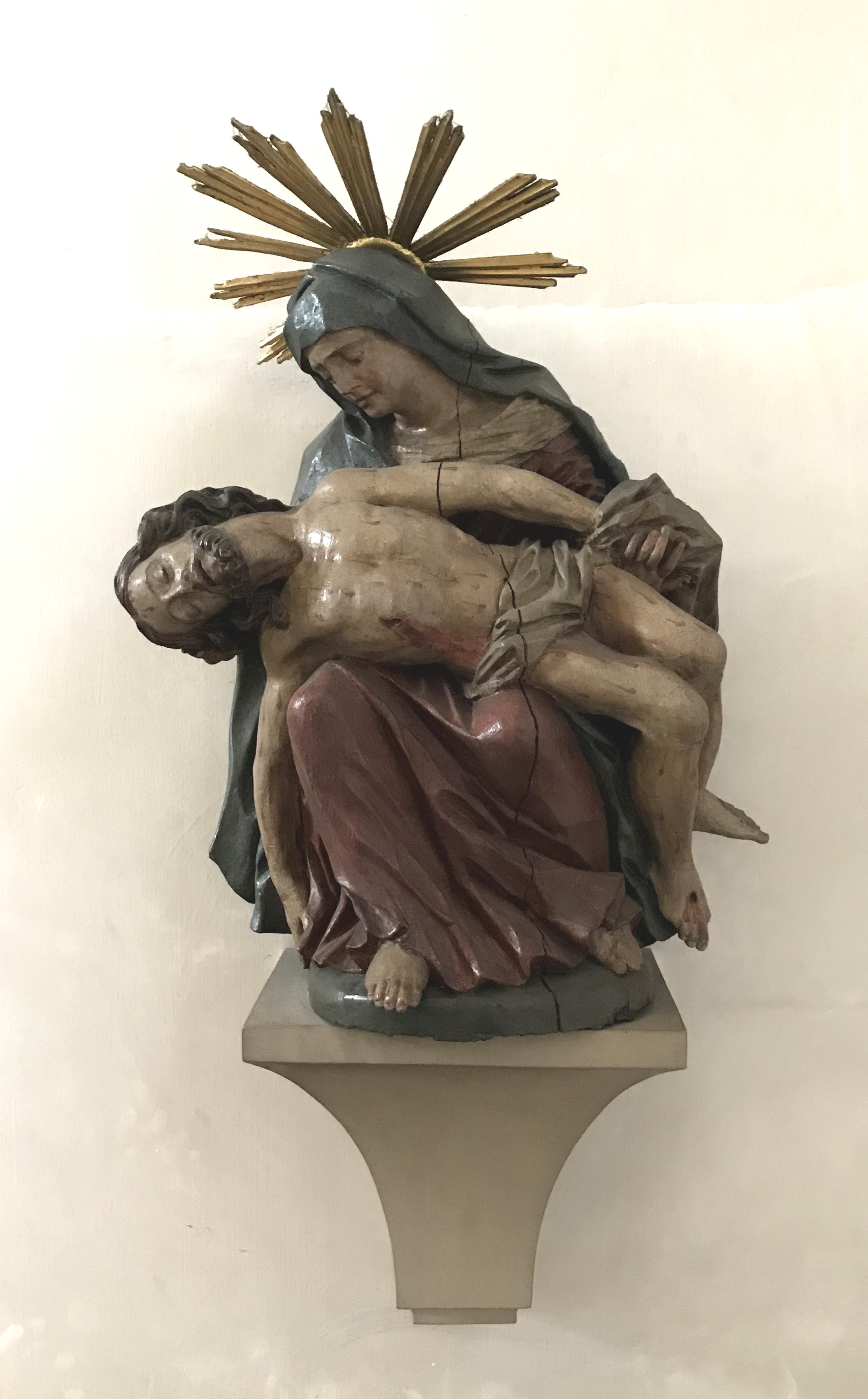
Frühbarocke Pietà im linken Querschiff
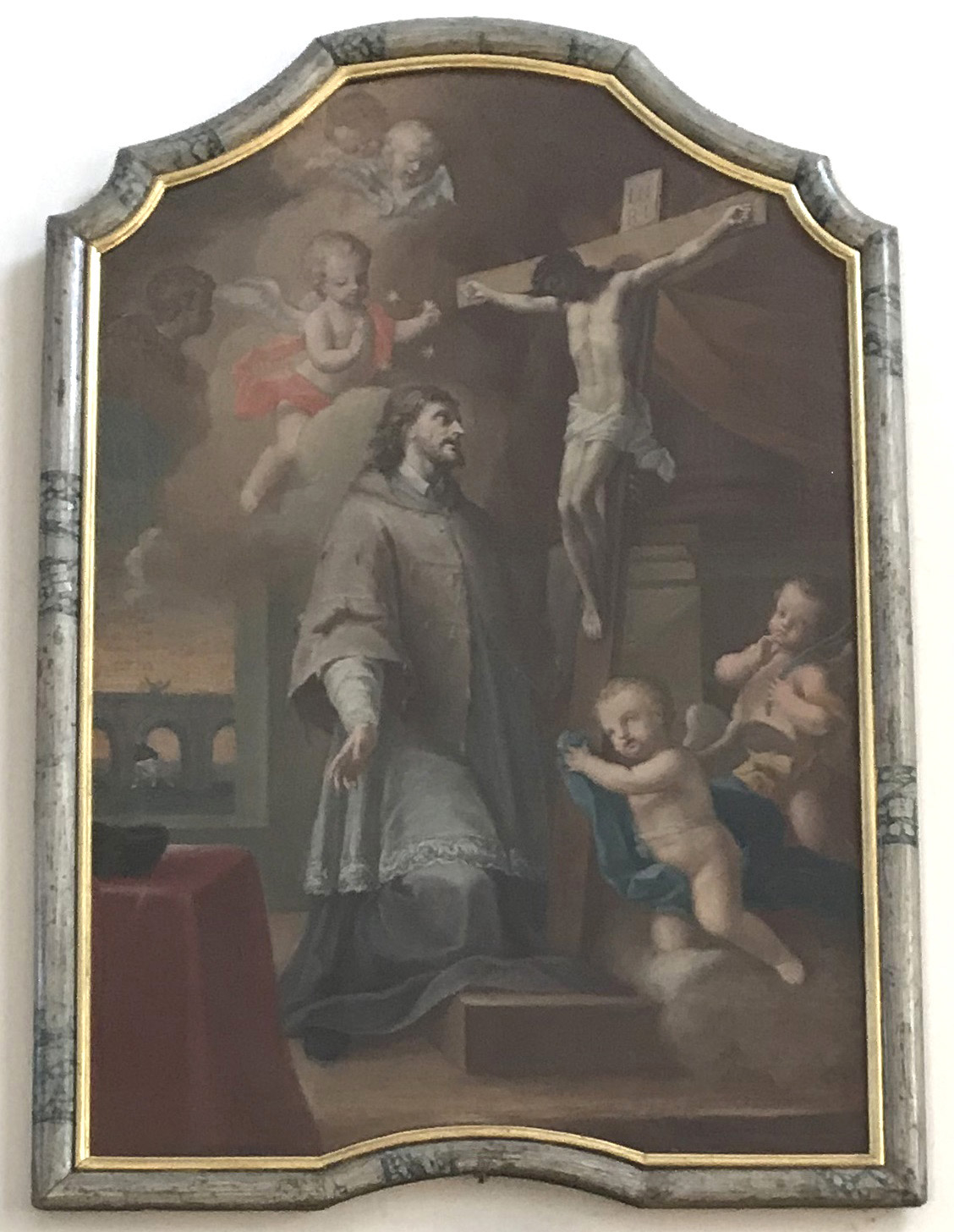
Barockbild des Hl. Nepomuk im rechten Querschiff
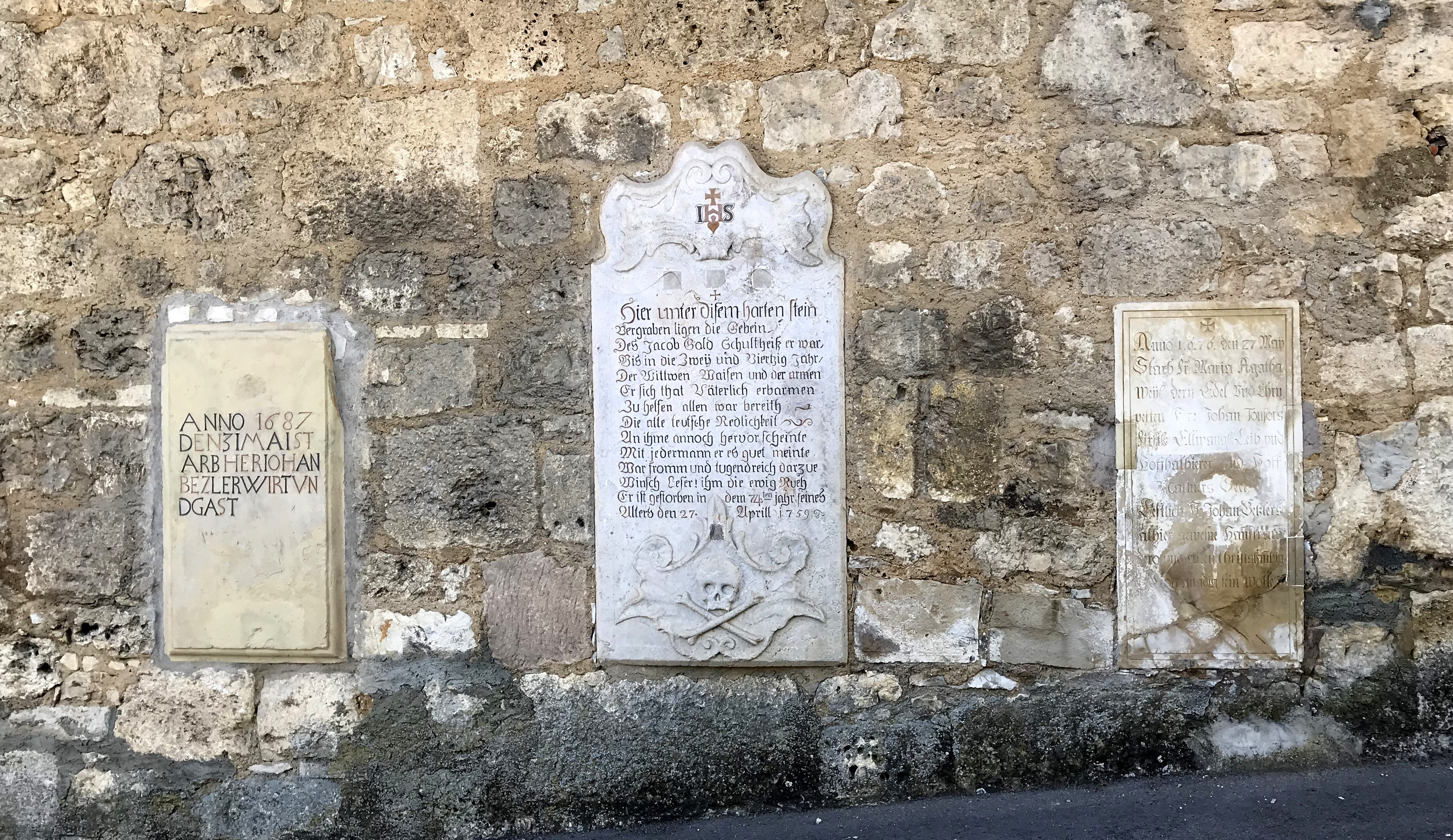
Epitaphe an der Stützmauer im Kapellenweg
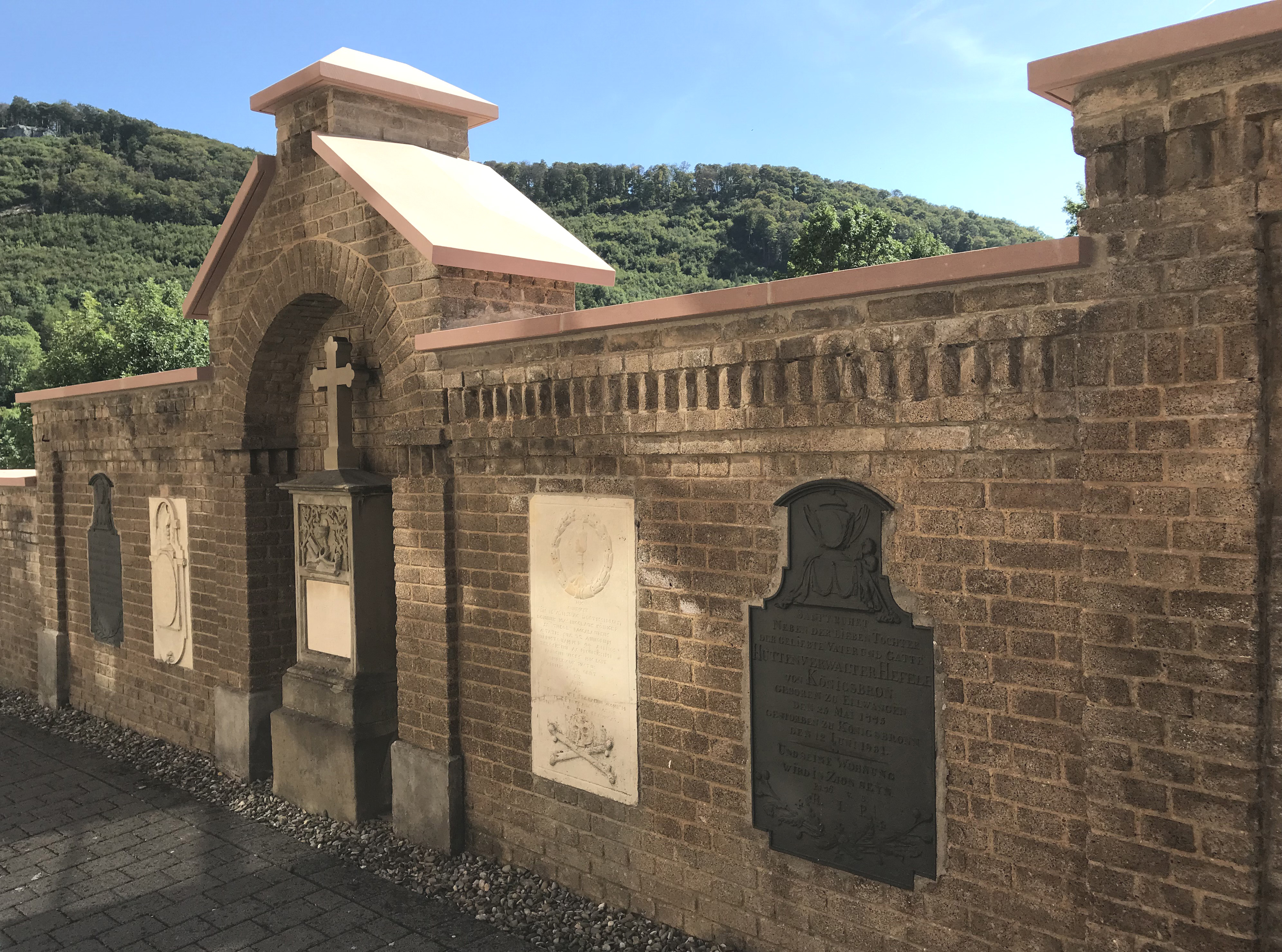
Epitaphe an einer Mauer westlich der Kirche